# Польское психиатрическое общество
Польское психиатрическое общество (пол. Polskie Towarzystwo Psychiatryczne) — польское научное общество, основанное в 1920 году. Первым председателем Общества был польский психиатр, невролог, политик Витольд Ходзько (1920—1923; 1928—1930 гг.).
Согласно Уставу, целью Общества является развитие польской психиатрии; совершенствование психиатрической помощи; продвижение принципов профессиональной этики и контроль за их соблюдением.
Для достижения уставных целей Общество: продвигает достижения наук, связанных с психиатрией, среди психиатров и других врачей и специалистов; оказывает им помощь в повышении квалификации и сотрудничает в их дальнейшем образовании; поощряет и направляет своих членов для выполнения научной и общественной деятельности; организует и сотрудничает в организации национальных и международных съездов, конференций, совещаний, курсов, выставок, презентаций; публикует собственные научные журналы и сотрудничает в редактировании других профессиональных изданий и публикаций; объявляет конкурсы на разработку отдельных направлений в области психиатрии и присуждает премии за научную работу; сотрудничает с органами здравоохранения в развитии и совершенствовании психиатрической помощи; сотрудничает с профильными учреждениями образования и профессиональной подготовки в разработке программ и методов обучения; сотрудничает с другими отечественными и зарубежными научными и общественными объединениями.
В состав Общества входят 15 региональных филиалов и 13 научных секций.
Общество издаёт профильную научную литературу, в том числе научные журналы Psychiatria Polska. и Psychoterapia.
Общество сотрудничает с международными научными организациями, является членом Всемирной психиатрической ассоциации (англ. World Psychiatric Association).
Председателем Общества является доктор наук, профессор Jerzy Samochowiec.
Актуальная информация о деятельности Общества публикуется на сайте www.psychiatria.org.pl.